# Байкалски шлемник
Байкалският шлемник (Scutellaria baicalensis) е вид тревисто поликарпично растение от семейство Устноцветни (Lamiaceae).

## Традиционна китайска медицина
Това е едно от 50-те фундаментални билки, използвани в традиционната китайска медицина, където името ѝ е хуанг цин (на китайски: 黄芩) . В китайската медицина хуанг цин обикновено се отнася до изсушения корен на S. baicalensis Georgi, S. viscidula Bge., S. amoena C.H. Wright и S. ikoninkovii Ju.

## Описание
Коренът е многоглав, с дължина до 50 cm, месест, дебел, с неголеми странични прорастъци. Външната повърхност на корена има сив или светлокафяв цвят с надлъжни, леко зигзагообразни гънки.
Стеблото е право, с височина от 15 до 50 cm, с прави или леко извити от самата основа разклонения, понякога голи или покрити с власинки, зелени и не много рядко леко виолетови, особено в по-ниската част.
Листата са яйцевидно-ланцетни, понякога до линейно-ланцетни с дължина от 1,5 до 4 cm, ширина от 0,15 до 1,3 cm, при основата закръглени. Листата са разположени двустранно симетрично.
Цветовете са едри, единични, разположени в пазвите на горните листа. Чашката на цветовете е с форма на камбанка, с дължина около 3 мм, най-често с виолетово оцветяване, с две устнички, които в последния период на цъфтене се разпадат на две части. Горната част на чашката обикновено има извит навътре придатък, т.нар. щит (scutellum), който играе ролята на лостче и след съзряването на семената, при най-лекото докосване на щита, горната част на чашката се отделя и семената се разпръскват.
Байкалският шлемник е късно лятно растение. Неговата вегетация започва в началото на месец май, цъфтежът му е през юни – юли. Времето за съзряване на семената е продължително. В долната част на цветовете те съзряват значително по-рано от горната.
В естествените находища, при размножение на растението чрез семената, билката започва да цъфти след 10 – 12 година. Петнайсетгодишното растение има до три разклонени.

## Ареал
Байкалският шлемник е от монголо-даурски-манджурски тип. Среща се в Източното Задбайкалие (Читинска област и Бурятия, Амурската област и Югозападният Приморски край на Русия). Разпространението на ареала от запад на изток е около 1500 km, а от север на юг е около 100 km. Извън пределите на Русия в по-големи масиви билката се среща в Североизточен Китай и в североизточната част на Монголия.
Задбайкалският фрагмент на ареала е най-обширният. Приамурският фрагмент на ареала е разположен на Приханкайска долина и до южната част на езерото Ханка.
Байкалският шлемник е причислен към танацветната степна формация. В Задбайкалието билката влиза в състава на разнообразни танацветни асоциации, разпространени в голите части, предимно на северните и източните склонове на възвишенията. В Амурско-зейското междуречие билката е разпространена главно в степните дъбрави.

## Химически състав
Основни компоненти в състава на байкалския шлемник са изолираните и характеризирани около 100 флавоноидни съединения, като основните са скутерларин, вогонин, байкалеин, байкалин, и други. Освен флавоноиди в корените и надземните части на байкалския шлемник се съдържат и ред други полезни вещества, като глюкозиди, стероидни сапонини, етерни масла, алкалоиди, дъбилни вещества, смоли. Съдържанието на активните вещества се намалява при цъфтеж и отново достигат максимум при съзряване на плодовете. С увеличаване на възрастта на растението се повишава и съдържанието на активните вещества.

## Приложение в медицината
Байкалският шлемник има благоприятно и лечебно действие върху сърдечно-съдовата система, централната нервна система, антиоксидантно, имуностимулиращо действие и антиканцерогенно действие.